# Amaro (Friaul-Julisch Venetien)

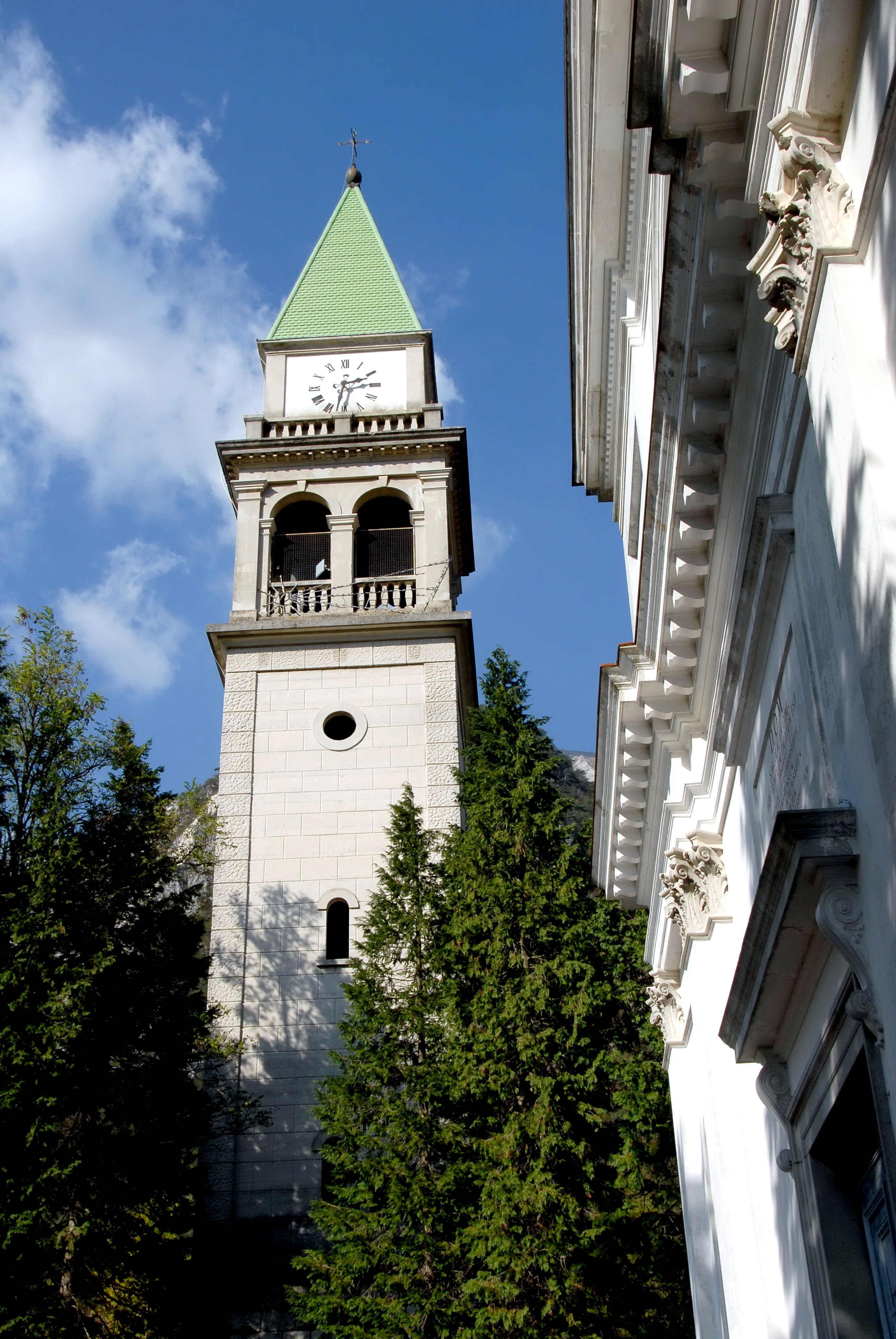
Pfarrkirche San Nicolò

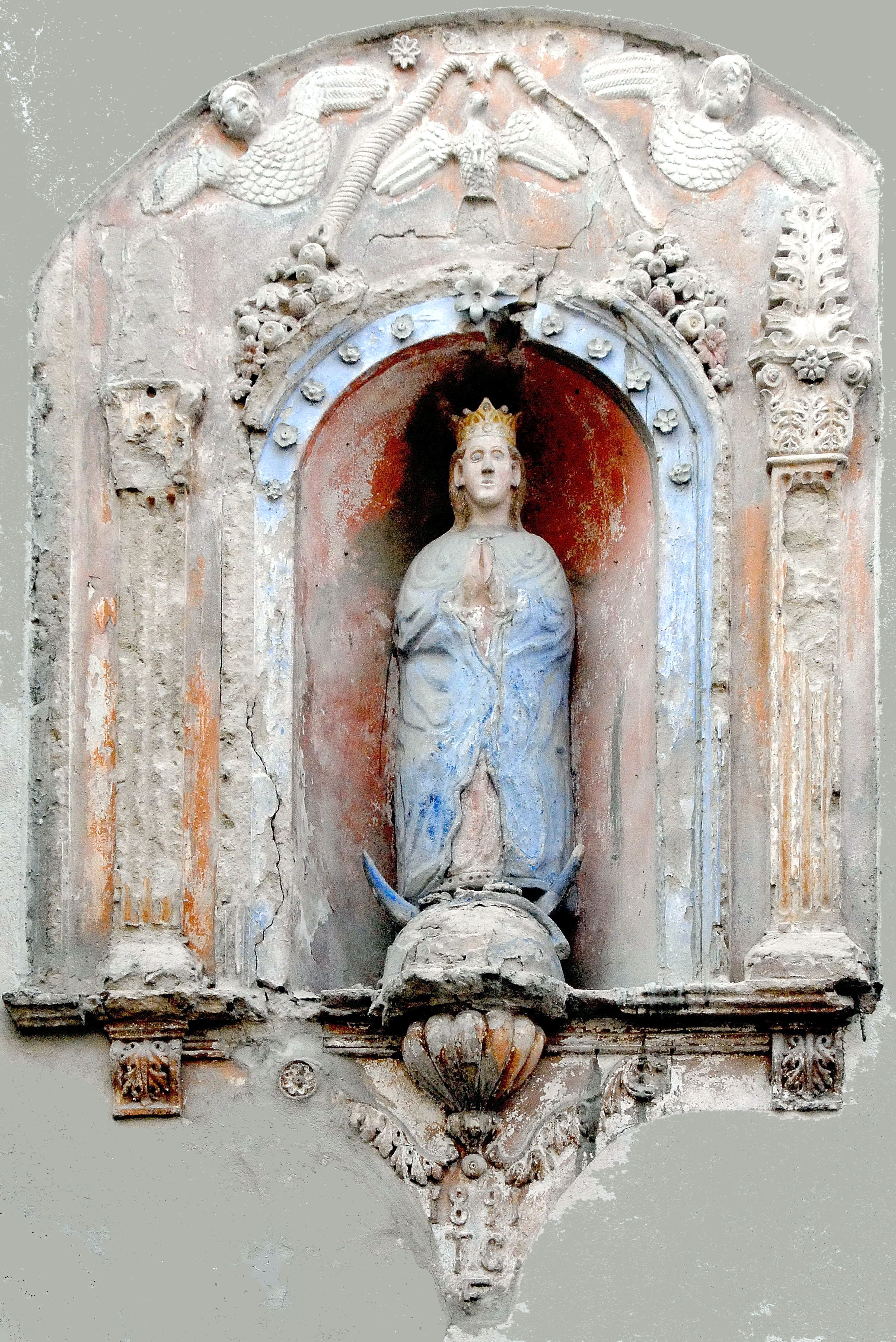
Mondsichelmadonna in einer Wandnische an der Hauptstrasse

Amaro (furlanisch Damâr) ist eine Gemeinde mit 844 Einwohnern (Stand 31. Dezember 2023) in der italienischen Region Friaul-Julisch Venetien.

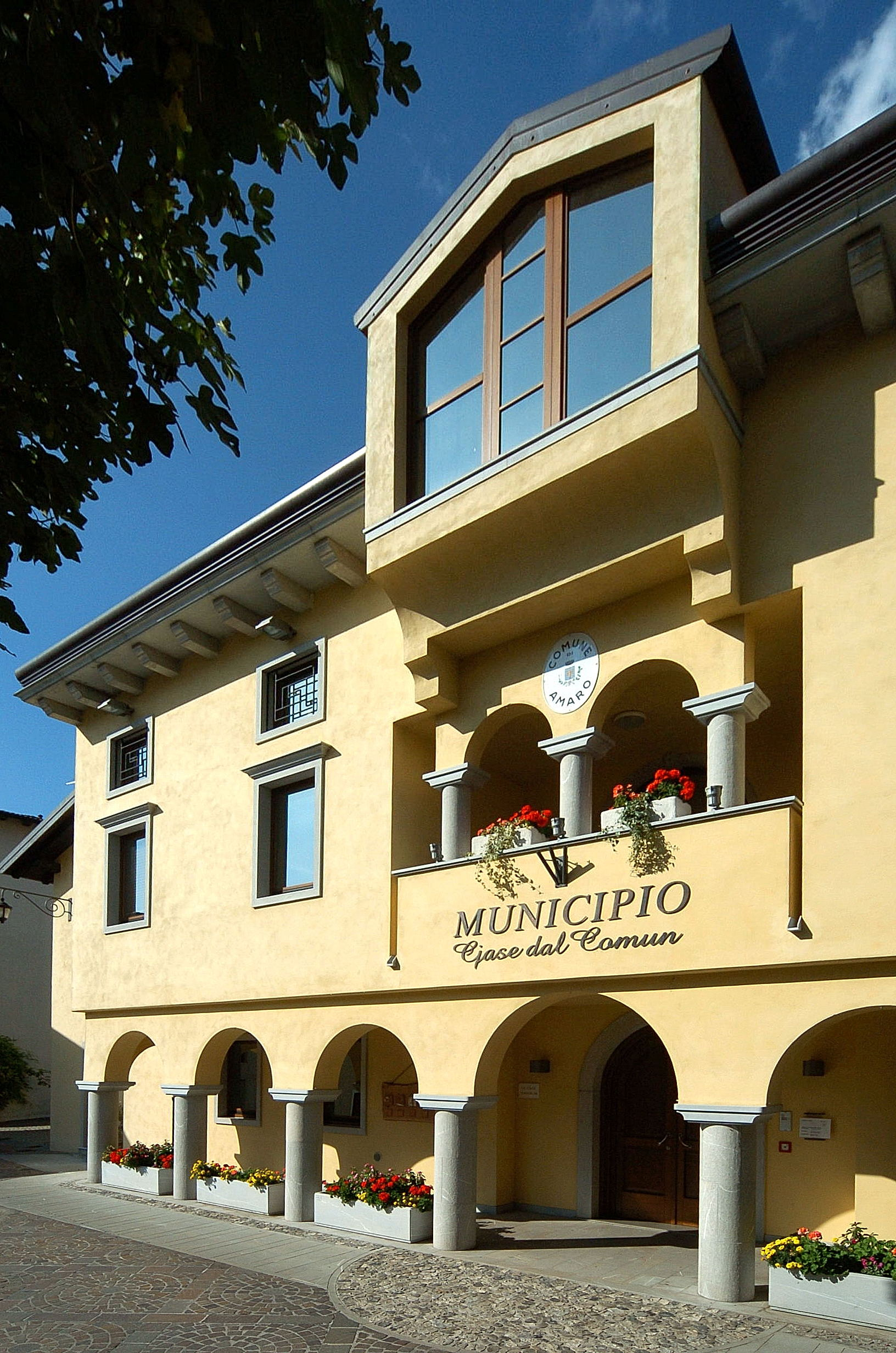
Gemeindeamt in Amaro

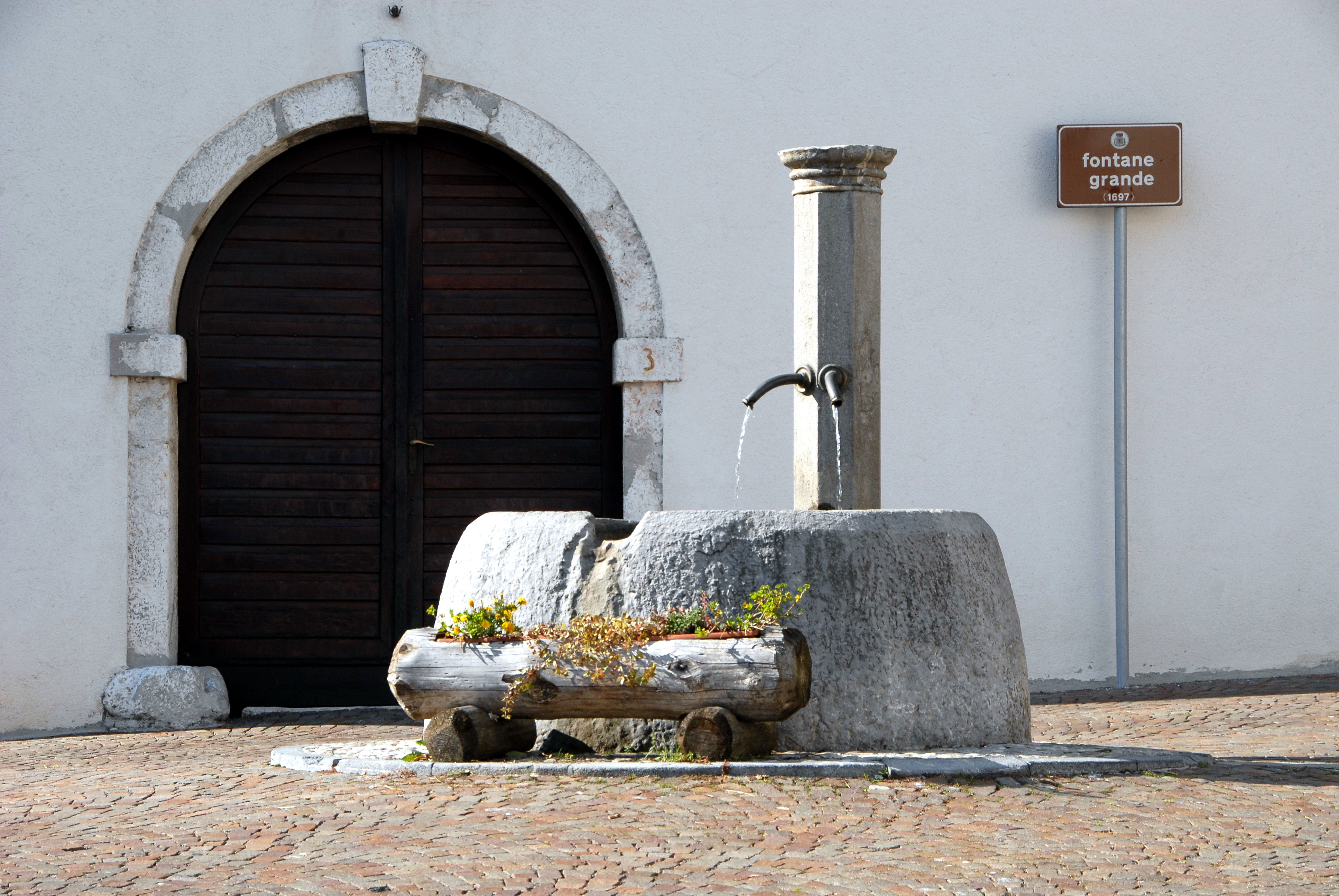
Fontane Grande (1697)

Der Ort liegt auf einer Höhe von 296 m über dem Meeresspiegel. Die Fläche der Gemeinde umfasst 33 km².

## Geografie
Sie ist die erste von 28 Gemeinden, auf die man trifft, sobald man aus dem Süden nach Karnien kommt. Ein volkstümlicher Spruch besagt, dass Karnien viel süßer wäre, würde das erste Dorf nicht so bitter („amaro“ auf Italienisch) sein. Der Ort liegt am Fuß des Berges Amariana (1.905 m), während sich im Süden jenseits des Flusses Tagliamento der Berg San Simeone (1.505 m) erhebt. Die Gemeinde hat keine Ortsteile.

### Nachbargemeinden
| Tolmezzo        | Tolmezzo                                    |                |
| Cavazzo Carnico | Kompassrose, die auf Nachbargemeinden zeigt | Moggio Udinese |
| Cavazzo Carnico | Cavazzo Carnico                             | Venzone        |

## Sehenswürdigkeiten
- Die Pfarrkirche zum Heiligen Nikolaus, erbaut zwischen 1889 und 1897 nach Plänen des Gemoneser Architekten Girolamo d’Aronco, als Ersatz für die vorherige Kirche aus dem 15. Jahrhundert, die im 17. und 18. Jahrhundert mehrmals erweitert und umgearbeitet worden war, letzten Endes jedoch niedergerissen wurde, da sie der Bevölkerung nicht mehr genügend Platz bot. Vom alten Gebäude bis zum heutigen Tage erhalten geblieben sind auf der Nordseite das Portal und wenige andere Spuren. Die Chorfresken stammen aus dem Jahre 1947 vom Gemoneser Alfredo Carnelutti und stellen Christkönig und andere Heiligenfiguren dar. Von Bedeutung ist der Hochaltar aus Marmor, mit seitlichen Statuen der Heiligen Nikolaus und Johannes der Täufer, aber noch viel interessanter sind die Seitenaltäre des 18. Jahrhunderts: der rechte weist ein Altarbild mit dem Pfingstfest auf, gemalt von Antonio Taddei aus Raveo im Jahre 1846, der an der an ähnliche Darstellungen von Amalteo und Agosini aus dem 16. Jahrhundert erinnert; den anderen, den Rosenkranz-Altar, verdankt man dem Künstler Francesco Aloj di Gemona aus dem Jahre 1787 und kostete gut 600 Dukaten, welcher Geldbetrag – wie im Schriftstück nachzulesen ist – durch die frommen Frauen von Amaro und dank der mühevollen Arbeit von Heu- und Holztransporten vom Amariana-Berg aufgebracht wurde. Der Glockenturm hingegen stammt aus dem Jahr 1933, erbaut als Ersatz für den vormaligen, im Jahre 1925 abgerissenen Turm.
- Die Kirche des Heiligen Valentin ist ein schlichter Bau aus dem 18. Jahrhundert, wo ursprünglich ein Säulengang unter einem Fassadentürmchen stand. Sie beinhaltet nur einen Altar, der von Francesco Altoi aus Gemona im Jahre 1778 errichtet wurde, der ein Altarbild mit den Heiligen Valentin, Blasius, Madonna mit Kind und Engel eines nicht identifizierten Udineser Künstlers (möglicherweise Giovanni Antonio Agostini, der in jenem Zeitraum in der Karnischen Region sehr aktiv war) aufweist. An der Wand im Eingangsbereich sind zwei Gemälde aus dem 18. Jahrhundert mit Darstellungen von Mariae Verkündigung angebracht, die aus der Pfarrkirche stammen.
- Die Kapelle der Maina, durch das Erdbeben 1976 stark beschädigt, wurde jedoch durch die Gebirgsjäger der ANA restauriert und im Jahre 1984 wieder eingeweiht. Es enthält in seinem Inneren den Altar aus weißem Marmor (1829), der ein Fresko der Madonna mit Kind aufweist, ein strahlender Beweis der typischen Handschrift der Malerei des 16. Jahrhunderts.

- Der Wasserfall des Sturzbaches Favarinis, der etliche Dutzend Meter in eine Schlucht des Berges Amariana stürzt. Um dorthin zu gelangen, fährt man die Straße in Richtung Bahnhof von Carnia (ein Ortsteil von Venzone) und vor dem Viadukt über die Fella zweigt man nach links auf die Straße nach Campiolo ab. An der Brücke des Wildbachs Favarinis folgt man einem Pfad zum Bachbett.
- Der kleine See von Cison ist bestens geeignet zum Sportfischen oder für eine ruhige Wanderung an seinen Ufern, wobei man schöne Schwäne und Artverwandte beim Dahingleiten auf dem Wasser beobachten kann. Erreichbar ist der See, indem man von der Staatsstraße einem Weg hinunter folgt, der direkt an der alten Mühle Rainis vorbeiführt.

## Wirtschaft
Heute hat Amaro eine geschäftige Industrie-, Handwerks- und Handelszone. Diese Ansiedlung wird durch die geografische Lage der Gemeinde begünstigt, die als „Tor“ zu Karnien fungiert und von der Nähe zu einer wichtigen Straßenverbindung (Autobahnwärterei der A23, Ausfahrt Carnia-Tolmezzo) profitiert. Zur Unterstützung und als Impulsgeber für die Entwicklung ganz Karniens sowie der Bergregion, ist Amaro der Sitz der Agentur Agemont, die für die Bergzone zuständig ist, zugefallen.
Im Jahr 2003 wurde das erste und bislang einzige Einkaufszentrum von Karnien mit einem Supermarkt und verschiedenen Geschäften eröffnet, die jedoch unter einer nicht allzu umsichtigen Führung gelitten haben. Größeren Erfolg zeitigten hingegen die Aktivitäten im Bereich der Informatik, wo ein in diesem Geschäftsbereich führendes Unternehmen tätig ist, die künftigen Projekte erfahren die Schaffung eines Technologie-Pols, der genau zu Amaro passt.

## Gemeindeverwaltung
Bürgermeister: Silvano Tomaciello (Bürgerliste) seit 2004